# Jason Parker (patinador de velocidad)
Jason Parker (Yorkton, 13 de mayo de 1975) es un deportista canadiense que compitió en patinaje de velocidad sobre hielo. 
Participó en los Juegos Olímpicos de Turín 2006, obteniendo una medalla de plata en la prueba de persecución por equipos (junto con Arne Dankers, Steven Elm, Justin Warsylewicz y Denny Morrison).

## Palmarés internacional
| Juegos Olímpicos | Juegos Olímpicos | Juegos Olímpicos | Juegos Olímpicos        |
| Año              | Lugar            | Medalla          | Prueba                  |
| ---------------- | ---------------- | ---------------- | ----------------------- |
| 2006             | Turín (Italia)   | Medalla de plata | Persecución por equipos |